# Aelia Capitolina
Aelia Capitolina (pełna nazwa łacińska: Colonia Aelia Capitolina, zaś od końca II wieku Aelia Capitolina Commodiana Pia Felix) – miasto zbudowane przez Hadriana w 130 roku n.e., na miejscu Jerozolimy zrujnowanej w 70 r. Miało status kolonii rzymskiej. Prawdopodobnie jego fundacja przyczyniła się do wybuchu powstania Bar Kochby (lata 132-135).

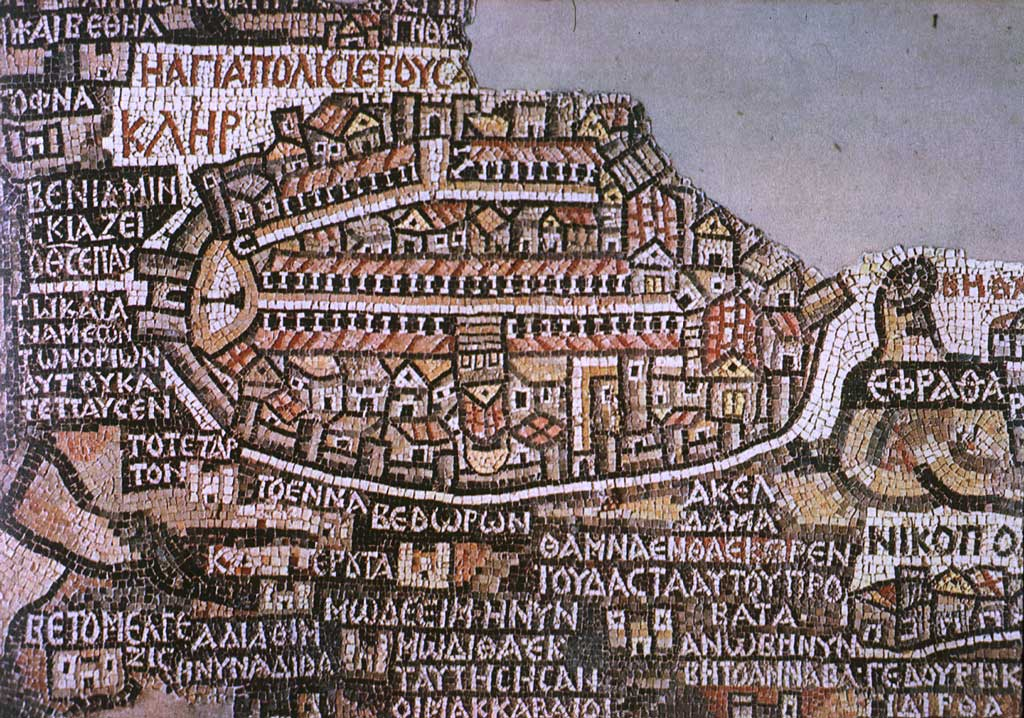
Mozaika Mapa z Madaby, przedstawienie Jerozolimy z VI w. Widać Cardo Maximus, główną ulicę miasta, zaczynającą się przy bramie północnej (dziś Brama Damasceńska i przecinającą miasto z północy na południe.

## Historia
Według Józefa Flawiusza, po pierwszym powstaniu żydowskim Jerozolima była zrujnowana. Nie ma pewności co do okoliczności odbudowy miasta przez Hadriana. Według Kasjusza Diona początkowo cesarz poprzez odbudowę miasta chciał uczynić dobrodziejstwo Żydom. W końcu jednak, po wizycie na miejscu Jerozolimy, postanowił odbudować miasto jako rzymską kolonię i osadzić w niej żołnierzy. Ponadto, Hadrian miał zakazać Żydom powrotu do odbudowanego miasta. Według Kasjusza Diona takie działanie cesarza skutkowało oburzeniem części fundamentalistycznych Żydów, którzy zaczęli przygotowywać się do zbrojnego powstania, które wybuchło pod kierownictwem Szymona Bar Kochby. Powstanie zostało stłumione przez Rzymian. Hadrian w ramach represji zmienił nazwę prowincji Judei na Syria Palesitna, zakazał Żydom wstępu do dawnej Jerozolimy (z wyjątkiem dnia Tisza be-Aw), i ustanowił tam kult rzymskich bogów. Na miejscu zburzonej świątyni jerozolimskiej ufundował świątynię Jowisza Kapitolińskiego. Nie jest jednak rzeczą pewną, czy fundacja rzymskiej kolonii i kultu Jowisza na terenie dawnej Jerozolimy miała miejsce przed wybuchem powstania, czy też po jego stłumieniu, w ramach represji. Zakaz wstępu Żydów do miasta utrzymał się do IV w. włącznie. Miasto pozbawione było murów. Ochronę stanowił mały garnizon żołnierzy legionu X.

## Nazwa

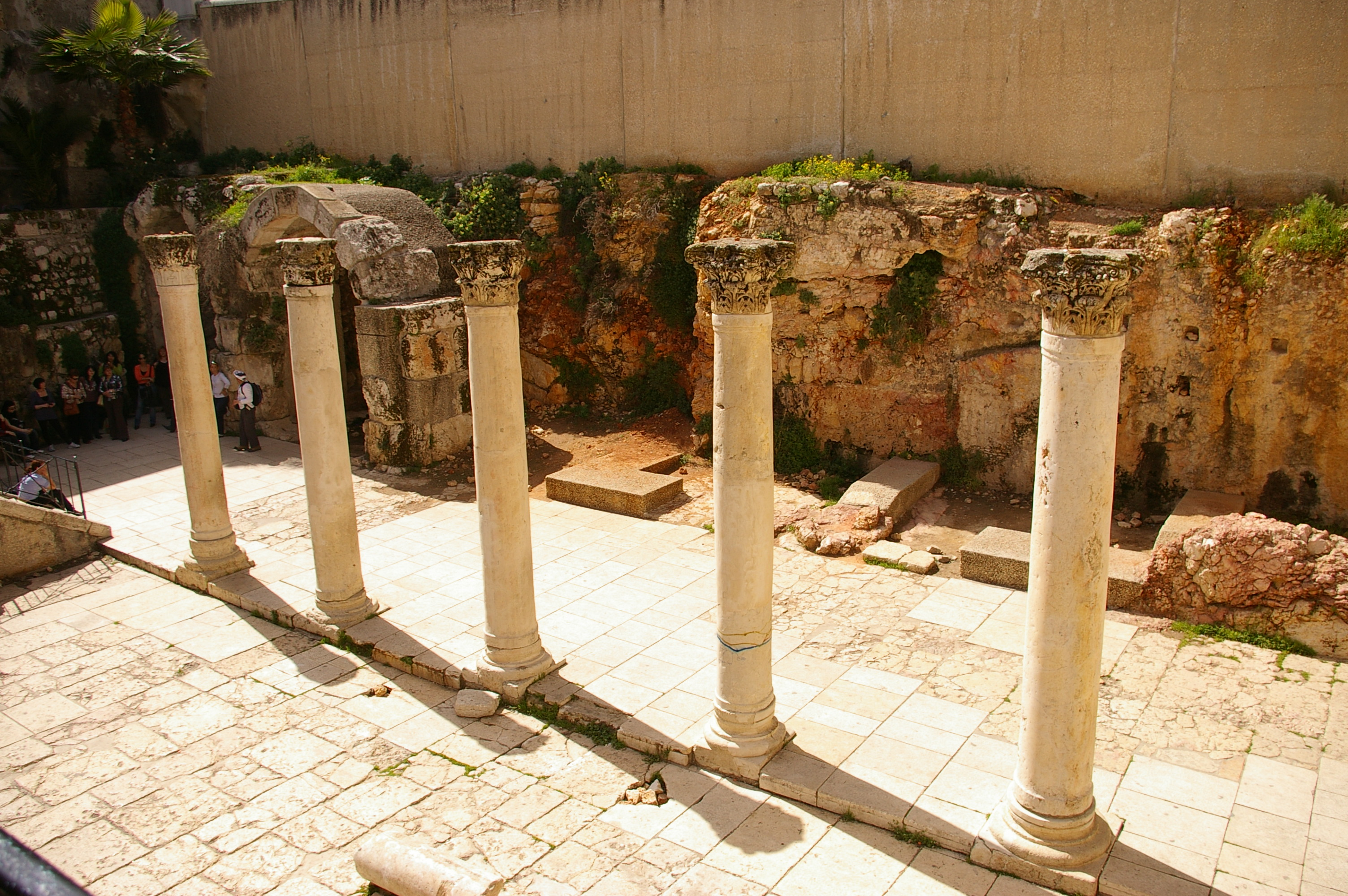
Ruiny cardo Aelia Capitolina. Dzisiejsze stare miasto.

Nazwa Aelia pochodziła od nomen gentile cesarza, Aelius, drugi człon nazwy – Capitolina podkreślał poświęcenie miasta Jowiszowi Kapitolińskiemu. Nazwa Aelia stała się źródłem nazwy Iliya (إلياء), którą nosiła Jerozolima w okresie arabskim.

## Plan miasta

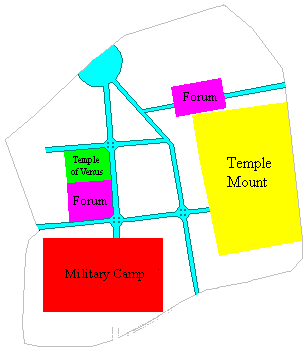
Plan rzymskiej Aelia Capitolina. Zaznaczone są dwie pary głównych dróg - dwie cardo i decumanus

Aelia Capitolina miała plan typowego rzymskiego fundowanego miasta. Plan miasta opierał się o dwie główne ulice: położoną na osi północ – południe (cardo) i krzyżującą się z nią, położoną na osi wschód-zachód (decumanus). Główna cardo wchodziła na zachodnie wzgórze. Wzgórze Świątynne z kolei blokowało wschodnią część decumanus. Położenie miasta na wzgórzach komplikowało plan, wymagało założenia drugiej cardo (schodzącej do Doliny Tyropeonu) i drugiej decumanus, ciągnącej się na północ od Wzgórza Świątynnego. Główna cardo kończyła się niedaleko skrzyżowania z decumanus i dochodziła do terenu rzymskiego obozu wojskowego, ale w czasach bizantyjskich została wydłużona poza obszar dawnego obozu wojskowego i sięgnęła południowego muru miasta. Obie cardo zbiegały się ze sobą niedaleko Bramy Damasceńskiej tworząc półkolisty placyk z kolumnową zabudową. Stąd wzięła tradycyjna nazwa bramy - Bab el-Amud (Brama kolumny). Także zbieg innych ważnych ulic był znaczony konstrukcją tetrapylonu. Taki plan przetrwał w dalszej historii miasta. Zachodnia cardo to Suq Khan ez-Zeit, południowa decumanus to m.in. dzisiejsza Suq el-Bazaar (Ulica Dawida). Wschodnia cardo to droga Al-wad, a północna decumanus to dziś Via Dolorosa. Pozostałości zachodniej cardo są dziś eksponowane przy Suq el-Bazaar, pozostałości tetrapylonu zaś przetrwały jako część XIX wiecznej kaplicy franciszkańskiej przy skrzyżowaniu Via Dolorosa i Suq Khan ez-Zeit.
Miasto, jak to było przyjęte w przypadku fundacji miast rzymskich, miało wyznaczone przez cesarza główne Forum – przy zbiegu głównej cardo i decumanus, na miejscu gdzie dziś znajduje się (mniejszy) Muristan. Przy skrzyżowaniu głównej cardo i drugiej decumanus, na terenie przylegającym do Forum, Hadrian ufundował świątynię Wenus, która później została zastąpiona Bazyliką Grobu Świętego. Poniżej tej Bazyliki zachowały się pozostałości muru świątyni zbudowanej przez Hadriana. Cesarz dodał miastu także drugie forum, położone w okolicy dzisiejszego Konwentu Sióstr Syjonu.